# Simfonia núm. 5 (Nielsen)
La Simfonia núm. 5, op. 50, FS 97, va ser composta per Carl Nielsen entre 1920 i 1922. Es va estrenar el 24 de gener de 1922 a Copenhaguen dirigida pel mateix compositor. Juntament amb la Primera, són les dues úniques simfonies de les sis de l'autor que no porta un subtítol.
L'obra té només dos moviments. En estar escrita després de finalitzar la Primera Guerra Mundial es poden observar elements bèl·lics en la composició.

## Moviments
La seva execució dura aproximadament una mica més de mitja hora.
- Tempo giusto - Adagio non troppo
- Allegro - Presto - Andante un poco tranquillo - Allegro

## Origen i context
Nielsen és conegut per les seves sis simfonies i els tres concerts per a violí, flauta i clarinet, tots ells molt singulars. En una primera fase, les seves obres varen rebre influències de les tradicions clàssiques del Romanticisme vienès, especialment de Brahms. En una segona fase més evolucionada, les seves obres es mouen en un estil neoclàssic molt més personal.
No hi ha documentació sobre què va inspirar Nielsen a escriure la seva Cinquena Simfonia o quan va començar a escriure-la, però generalment s'entén que el primer moviment va ser compost a Humlebæk durant l'hivern i la primavera de 1921. Es va allotjar a la seva casa d'estiu a Skagen a principis d'estiu. A finals de juliol es va traslladar a casa d'un amic a Damgaard per compondre la cantata Springtime on Funen i, per tant, només va poder reprendre el treball en el segon moviment de la simfonia al setembre, durant el seu temps lliure del seu treball de direcció a Göteborg.
Tota la simfonia es va acabar el 15 de gener de 1922, tal com apareix a la partitura. Va dedicar la nova simfonia als seus amics Vera i Carl Johan Michaelsen. Amb un temps d'assaig insuficient, l'estrena va tenir lloc només nou dies després, dirigida pel mateix compositor a la societat musical Musikforening de Copenhaguen.
El 1921, Nielsen sentia els efectes d'una llarga separació de la seva dona, l'escultora danesa Anne Marie Brodersen. Van començar a discutir la separació el 1916, la sol·licitud de la qual es va aprovar el 1919. El 1922 es tornarien a conciliar. També va començar a dirigir i ensenyar més àmpliament que en el passat. Aquest excés de treball el va portar a una crisi creativa fins que va començar a treballar en la Cinquena Simfonia. Per tots aquests motius la va compondre lentament fins nou dies abans que s'estrenés a Copenhaguen el gener de 1922.
Es va estrenar a la Musikforeningen de Copenhaguen i a diferència de les tres simfonies anteriors, la Cinquena no té títol.

## Anàlisi musical
Obra de principis del segle xx, la Cinquena Simfonia es considera una peça musical modernista. La simfonia es basa en tots els "procediments de deformació" suggerits per James Hepokoski pel que fa al modernisme musical: deformació innovadora, en el marc d'introducció-coda, episodis dins de l'espai de desenvolupament, diversos híbrids estròfic/ sonata i formes multimoviment en un sol moviment. La seva naturalesa fragmentada, el caràcter impredictible i la sincronització sobtada al final també apunten cap a una estètica modernista conscient de si mateixa, encara que com en la majoria de les obres primerenques i mitjanes de Nielsen, els dispositius no modernistes, inclosos l'⁣organicisme i el diatonisme, tenen alguns papers essencials.
Tal com es va escriure a l'edició original de la partitura de 1926, la Cinquena Simfonia està escrita per a 3 flautes (tercer flautí doble), 2 oboès, 2 clarinets, 2 fagots, 4 trompes, 3 trompetes, 3 trombons, tuba, timbales, plats i triangle, tamborí, tambor, celesta i cordes. Alguns doblaments opcionals s'afegeixen a l'edició de 1950 de la partitura revisada per Emil Telmányi i Erik Tuxen; aquests inclouen la tercera flauta doble de flauta en sol i el segon fagot que dobla el contrafagot. Aquestes duplicacions opcionals es descarten a l'última partitura de l'edició Carl Nielsen de 1998, que es va produir com a cooperació entre la Biblioteca Reial Danesa i l' Edició Wilhelm Hansen.
La Cinquena Simfonia té dos moviments en lloc dels quatre habituals, i és l'única vegada que Nielsen va utilitzar aquesta estructura. Nielsen va explicar de broma en una entrevista que no era difícil escriure els tres primers moviments d'una simfonia, però al final la majoria de compositors s'havien quedat sense idees. L'obra té un perfil escarpat perquè "està plena de falsos clímaxs a cada pas". El primer moviment culmina en una batalla entre l'orquestra i una caixa, que només pot ser silenciat per totes les forces dels seus col·legues als últims compassos. El segon moviment continua la lluita amb calfreds d'ansietat, construint a través de repeticions i desviaments fins a la gran explosió victoriosa final.

### Llibres
- Fanning, David. Nielsen: Symphony No. 5.  Nova York: Cambridge University Press, 1997, p. 127. ISBN 0-521-44088-2.
- Lawson, Jack. Carl Nielsen.  Londres: Phaidon Press, 1997, p. 240. ISBN 0-7148-3507-2.
- Simpson, Robert. Carl Nielsen, Symphonist, 1865–1931.  Londres: J. M. Dent, 1952, p. 236. Vegeu les pàgines 84–104. Primera edició (reimpressa per Hyperion Press ISBN 0-88355-715-0).
- Simpson, Robert. Carl Nielsen, Symphonist.  Londres: Kahn & Averill, 1979, p. 260. ISBN 0-900707-46-1.

### Articles
- Fjeldsøe, Michael «Organicism and Construction in Nielsen's Symphony No. 5». Carl Nielsen Studies. The Royal Library [Copenhagen], 1, 2003, pàg. 18–26. DOI: 10.7146/cns.v1i0.27720. ISSN: 1603-3663.[Enllaç no actiu]
- Grimley, Daniel M «Modernism and Closure: Nielsen's Fifth Symphony». The Musical Quarterly. Oxford University Press [United States], 86, 1, 2002, pàg. 149–173. DOI: 10.1093/musqtl/gdg004. ISSN: 0027-4631.

### Partitures
- Nielsen, Carl. Symfoni no. V, op. 50.  Copenhagen: Skandinavisk Musikforlag, 1950.
- Nielsen, Carl. Symfoni nr. 5, opus 50.  Copenhagen: Hansen, 1998. ISBN 87-598-0915-9. Preface and sources of this edition of the score are available at the website of The Royal Library
- Symphony No. 5 (Nielsen) a International Music Score Library Project (IMSLP).